# El Piquete
El Piquete è un comune dell'Argentina (comisión municipal in spagnolo), appartenente alla provincia di Jujuy, nel dipartimento di San Pedro.
In base al censimento del 2001, nel territorio comunale dimorano 2.576 abitanti, di cui 2.182 nella cittadina capoluogo del comune.